# Saxifraga hohenwartii
Saxifraga hohenwartii là một loài thực vật có hoa trong họ Saxifragaceae. Loài này được Vest ex Sternb. miêu tả khoa học đầu tiên năm 1810.